# Cis-3-hexenol
cis-3-hexenol of bladalcohol is een eenvoudige organische verbinding die verantwoordelijk is voor de geur van versgemaaid gras en de smaak van groene thee. Het is een kleurloze, olie-achtige vloeistof, die zeer slecht oplosbaar is in water.
cis-3-hexenol behoort tot de stofklasse der alcoholen. Het bezit een dubbele binding in cis-configuratie.

## Voorkomen
cis-3-hexenol komt gewoonlijk voor in lage concentraties in diverse, voornamelijk groene planten en heeft een aantrekkingskracht op plantenetende insecten. Vandaar de triviale naam bladalcohol.

## Toepassingen
cis-3-hexenol is een belangrijke geurstof, met name in zogenaamde groene parfums, maar ook voor het imiteren van aspecten van de geur van viooltjes, hyacinten en andere bloemen. Verder wordt cis-3-hexenol als smaakstof gebruikt, bijvoorbeeld voor tomaten- en appelsmaak. De jaarlijkse productiehoeveelheid bedraagt ongeveer 30 ton.